# Lijst van rijksmonumenten in Epen
De plaats Epen telt 18 inschrijvingen in het rijksmonumentenregister. Hieronder een overzicht.
| Object                                                  | Oorspronkelijke functie?  | Bouwjaar                                 | Architect   | Locatie                  | Coördinaten?                  | Nr.?   | Afbeelding              |
| ------------------------------------------------------- | ------------------------- | ---------------------------------------- | ----------- | ------------------------ | ----------------------------- | ------ | ----------------------- |
| Vakwerkhuis                                             | Woonhuis                  | 18e eeuw                                 |             | Roodweg 12               | 50° 46' 38" NB, 5° 54' 47" OL | 334751 | Meer afbeeldingen       |
| Eper Molen                                              | Industrie- en poldermolen | 1844                                     |             | Terpoorterweg 4          | 50° 46' 23" NB, 5° 55' 14" OL | 39084  | Meer afbeeldingen       |
| Vakwerkhuis                                             | Boerderij                 | 18e eeuw                                 |             | Boeienstraat 1           | 50° 46' 34" NB, 5° 54' 36" OL | 39137  | Meer afbeeldingen       |
| Gepleisterd vakwerkhuis                                 | Boerderij                 | 18e eeuw                                 |             | Boeienstraat 10          | 50° 46' 34" NB, 5° 54' 35" OL | 39138  | Meer afbeeldingen       |
| Gepleisterd vakwerkhuis                                 | Boerderij                 | 18e eeuw                                 |             | Boeienstraat 8           | 50° 46' 33" NB, 5° 54' 35" OL | 39139  | Gepleisterd vakwerkhuis |
| Langgerekt vakwerkhuis                                  | Woonhuis                  | 18e eeuw (vakwerkhuis) 1766 (inscriptie) |             | Kapelaan Houbenstraat 18 | 50° 46' 37" NB, 5° 54' 35" OL | 39140  | Meer afbeeldingen       |
| Huis van vakwerk                                        | Boerderij                 | 18e eeuw                                 |             | Kapelaan Houbenstraat 20 | 50° 46' 38" NB, 5° 54' 29" OL | 39141  | Meer afbeeldingen       |
| Huis van vakwerk                                        | Boerderij                 | 18e eeuw                                 |             | Kapelaan Houbenstraat 22 | 50° 46' 38" NB, 5° 54' 29" OL | 39142  | Meer afbeeldingen       |
| Witgeverfd huis van vakwerk                             | Boerderij                 | 18e eeuw                                 |             | Kapelaan Houbenstraat 24 | 50° 46' 38" NB, 5° 54' 29" OL | 39143  | Meer afbeeldingen       |
| Haakvormige vakwerkhoeve                                | Boerderij                 | 18e eeuw                                 |             | Julianastraat 6          | 50° 46' 34" NB, 5° 54' 38" OL | 39144  | Meer afbeeldingen       |
| Vakwerkhuis                                             | Woonhuis                  | 1767                                     |             | Julianastraat 21bij      | 50° 46' 31" NB, 5° 54' 33" OL | 39145  | Meer afbeeldingen       |
| Sint Paulus Bekering                                    | Kerk en kerkonderdeel     | 1840-1841                                | J. Dumoulin | Wilhelminastraat 3       | 50° 46' 37" NB, 5° 54' 44" OL | 39150  | Meer afbeeldingen       |
| Vakwerkhuis in u-vorm                                   | Woonhuis                  | 18e eeuw                                 |             | Wilhelminastraat 5       | 50° 46' 36" NB, 5° 54' 46" OL | 39151  | Meer afbeeldingen       |
| Vakwerkhuis met geknikt zadeldak en bakstenen topgevels | Woonhuis                  | 18e eeuw - eerste helft 19e eeuw         |             | Wilhelminastraat 71      | 50° 46' 18" NB, 5° 54' 54" OL | 39152  | Meer afbeeldingen       |
| Gepleisterd woonhuis                                    | Woonhuis                  | derde kwart 19e eeuw                     |             | Wilhelminastraat 25      | 50° 46' 32" NB, 5° 54' 47" OL | 39153  | Meer afbeeldingen       |
| Vakwerkhuis met geknikt zadeldak en bakstenen topgevel  | Woonhuis                  | 18e-19e eeuw                             |             | Wilhelminastraat bij 6   | 50° 46' 37" NB, 5° 54' 44" OL | 39154  | Meer afbeeldingen       |
| Haakvormig vakwerkcomplex                               | Boerderij                 | 18e eeuw                                 |             | Wilhelminastraat 10      | 50° 46' 35" NB, 5° 54' 43" OL | 39155  | Meer afbeeldingen       |